# مسیریابی رنگدانه

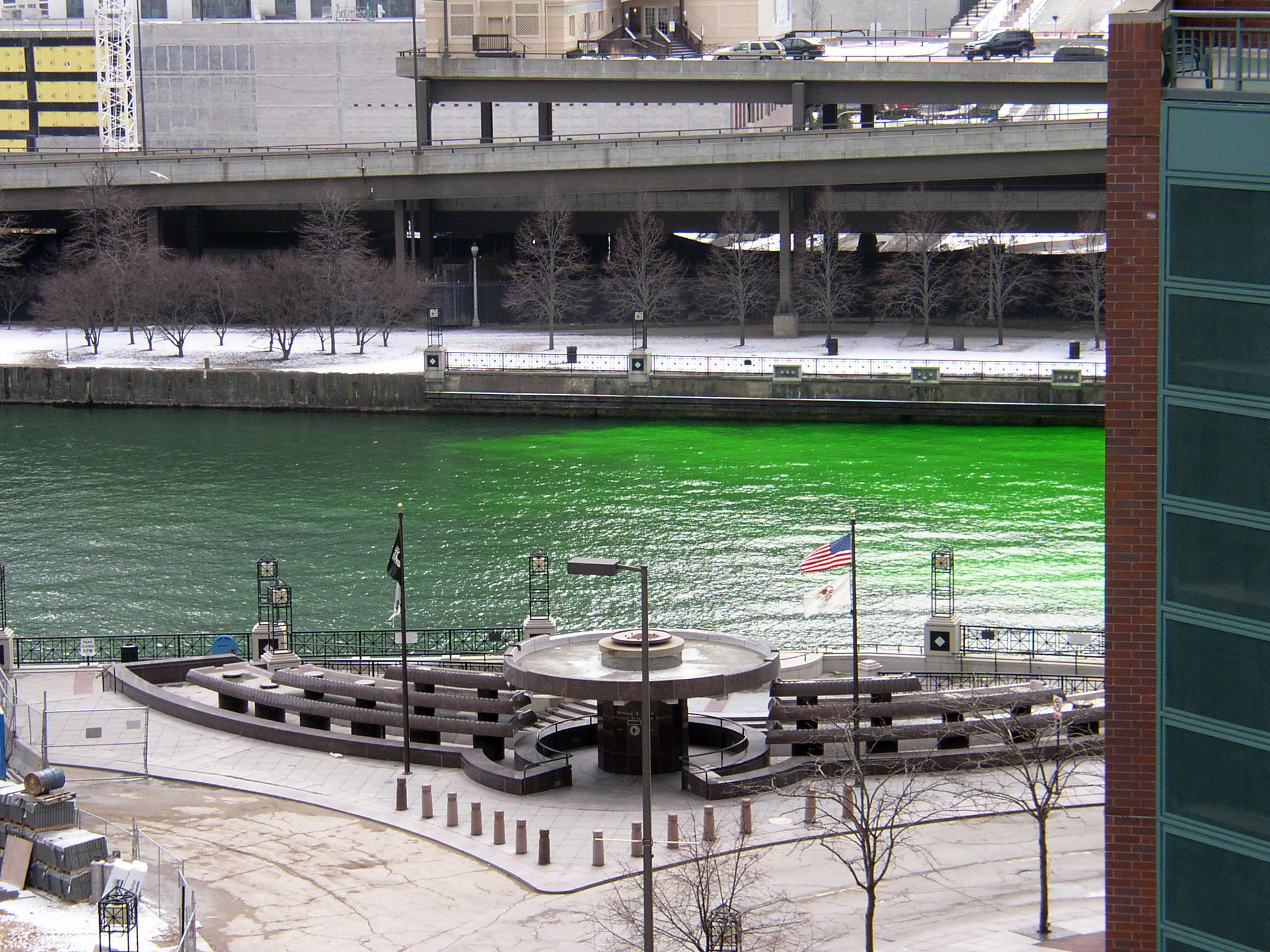
رنگدانه فلورسنت در رودخانه شیکاگو

مسیریابی رنگدانه یک روش مطالعه جریان سیال، از طریق دنبال کردن حرکت و پخش رنگدانه افزوده شده به آن است. این روش ممکن است مبتنی بر استفاده از رنگ‌دانه‌های شیمیایی یا فلورسنت باشد.